# Países Baixos nos Jogos Olímpicos de Verão de 1952
Os Países Baixos competiu nos Jogos Olímpicos de Verão de 1952, realizados em Helsinque, Finlândia.